# 北外女生阴道独白照
北外女生阴道独白照，是由北京外国语大学性别与社会课程学生组成的北外性别行动小组于2013年11月4日在人人网主页上刊出17张女生照片。照片中女生举着一系列标语的指示牌，以“我的阴道说”为前缀表达对性主张的看法，引发广泛关注和争议。

## 经过
北外性别行动小组在其人人网主页介绍，她们被主张女性权利的北京志愿者bcome小组话剧《阴道之道》所吸引，故在今年9月自己筹备《阴道之道》。这部剧来源于美国作家伊芙·恩斯勒1996年创作的《阴道独白》，《阴道独白》以女性讲述阴道故事为形式，探讨女性对于阴道的感受，关注女性自身的个体意识，呼唤对女性的尊重。北外性别行动小组表示：“我们说出阴道，讲述阴道，因为我们已经不像我们的先行者那样，担心列位会怎么理解，因为我们深知，唯有我们不再担心，我们的阴道才能真正被说出，被理解，被正视。”。然而此举引起了媒体众说纷纭。